# حق شفعه
حق شُفعه در علم حقوق ایران و همچنین در فقه به این معنی است که هر گاه اموال غیرمنقول قابل تقسیمی بین دو نفر به صورت مشاع مشترک باشد و یکی از دو شریک سهم خود را به شخص سومی به قصد بیع بفروشد، در این حالت برای شریک دیگر حق شفعه به وجود می‌آید به این ترتیب که شریک می‌تواند مبلغی را که شخص سوم به شریک خود داده را به وی بدهد و سهم و حق وی را تملک کند. به کسی که صاحب این حق است شفیع گفته می‌شود.
اگر این انتقال و جابه جایی به وسیله هبه یا صلح یا معاوضه یا قرار دادن مهریه باشد باعث ایجاد حق شفعه نمی‌گردد و سهم مشاعی که فروخته می‌شود باید مبیع معامله باشد نه ثمن معامله. به‌بیان‌ دیگر اگر عرصه و اعیان ملک دارای «تنها دو مالک» باشد؛ و یکی از ۲ نفر دارندگان با انجام عقد بیع (مبایعه‌ نامه) ملک را بفروشد، مالک دیگر می‌تواند مبلغی که خریدار به فروشنده پرداخت کرده را به خریدار بپردازد و همه ملک را به تملک خود درآورد، به این کار در اصطلاح حقوقی حق شفعه گفته می‌شود.
در کل شفعه ۵ شرط دارد:
1. مال باید غیرمنقول باشد
2. مال باید قابل تقسیم یا افراز باشد
3. شرکا باید ۲ نفر باشند
4. بین دو نفر مال مشاع باشد
5. فروش به ثالث
6. سهم مشاع باید بیع قرار بگیرد نه ثمن